# Hemonia
Hemonia is een geslacht van vlinders van de familie spinneruilen (Erebidae), uit de onderfamilie Arctiinae.

## Soorten
- H. ciliata Hampson, 1914
- H. micrommata Turner, 1899
- H. mnonochroa Hampson, 1914
- H. murina Rothschild, 1913
- H. orbiferana Walker, 1863
- H. pallida Hampson, 1914
- H. peristerodes Turner, 1940
- H. rotundata Snellen, 1879
- H. schistacea Rothschild, 1913
- H. schistaceoalba Rothschild, 1913
- H. simillima Rothschild, 1913